# Carta de Verona
O manifesto de Verona (também conhecido como carta de Verona) é um plano programático para o governo da República Social Italiana que definia os objetivos políticos do Partido Republicano Fascista nascido das cinzas do Partido Nacional Fascista.
Este foi aprovado pela assembleia dos representantes fascistas em 14 de novembro 1943 durante o Congresso de Verona; pode ser definido como o ato que fundou a República Social Italiana. Os pontos programáticos nunca foram positivados em lei pelo governo da RSI e portanto nunca entraram efetivamente em vigor (salvo algumas exceções).

## Congresso de Verona
O Congresso do Partido Republicano Fascista em Verona foi realizado de 14 a 15 de novembro de 1943 em Castelvecchio, Verona. No Congresso foram apresentados os 18 pontos do Manifesto de Verona em que foi anunciada a socialização. O secretário do Partido Revolucionário Fascista, Alessandro Pavolini, presidiu os trabalhos. Embora Benito Mussolini não estivesse presente, uma declaração sua foi lida ao Congresso. No Congresso, Pavolini diria que:
Em matéria social, é claro que o socialismo fascista não pode ser o socialismo marxista, ou seja, aquele socialismo que vê apenas o trabalho manual e negligencia demagogicamente o trabalho técnico e intelectual, que é, do ponto de vista puramente humano, um valor tão necessário e indispensável quanto o outro, e do ponto de vista da hierarquia na empresa, algo superior ao outro, não como uma origem social, mas como uma contribuição extrínseca e individual ao trabalho coletivo. Nosso socialismo não pode ser um socialismo comunista, do tipo russo, no sentido de que é contrário ao nosso espírito pensar em uma nacionalização total absurda de todas as atividades econômicas até o artesanato, até todas as atividades rurais, até todas as atividades profissionais, como é a prática na Rússia. O nosso deve ser um socialismo sindical que, no entanto, dá um passo decisivo no caminho da justiça social, sem negar nada do que já foi realizado no caminho do progresso social durante os vinte anos do regime fascista. Quanto àquela propriedade privada que é, como disse antes, uma projeção da personalidade humana e que queremos garantir e proteger, a propriedade que surge do trabalho individual, da poupança individual, é claro que o núcleo dessa propriedade saudável é a casa, que todos devem possuir.

## Conteúdo do Manifesto
Em seu preâmbulo, o manifesto, que se relaciona com as Leis raciais fascistas, "salienta que na continuação da guerra, ao lado da Alemanha e do Japão, até a vitória final, e na rápida reconstituição das Forças Armadas destinadas a operarem juntamente aos valorosos soldados do Führer as aplica de modo sobreponha a qualquer outra em importância e urgência".
Os 18 puntos políticos programáticos ("preâmbulo à Constituinte") indicados pelo manifesto eram os seguintes:
1. A Assembleia Constituinte, potência soberana de origem popular, será convocada para declarar a abolição da Monarquia e a condenação solene do último rei como traidor e desertor e, uma vez proclamada a República Social, nomeará o seu Chefe.
2. A Assembleia Constituinte será composta por representantes de todas as associações sindicais e distritos administrativos, incluindo os representantes das províncias invadidas, através das delegações dos refugiados no território livre. Deve incluir também as representações dos combatentes, dos prisioneiros de guerra, através das minorias dos repatriados; de italianos no exterior, da magistratura, das Universidades ou de qualquer outra corporação ou Instituto, cuja participação contribua para fazer da Assembleia Constituinte a síntese de todos os valores da Nação.
3. A Constituição republicana deve assegurar ao cidadão - soldado, trabalhador ou contribuinte - o direito de controle e responsabilidade crítica dos atos da administração pública. De cinco em cinco anos, o cidadão é chamado a pronunciar-se sobre a eleição do Chefe da República. Nenhum cidadão, por flagrante crime ou por medida preventiva, pode permanecer detido por mais de sete dias, sem a respectiva ordem judicial. Exceto no caso de flagrante delito, também será exigida ordem judicial para a busca domiciliar. No exercício das suas funções, a Magistratura atuará com total independência.
4. A experiência eleitoral negativa já vivida pela Itália e a experiência parcialmente negativa de um método de nomeação muito rigidamente hierárquico contribuem para uma solução que concilia as necessidades opostas. Sistema misto (por exemplo, eleição popular dos representantes da Câmara e eleição de ministros pelo Chefe da República e do Governo e, no Partido, eleições do Fascio após ratificação e eleição da Diretoria pelo Duce) parece o mais aconselhável.
5. A organização encarregada de educar as pessoas em questões políticas é única. Deve-se criar no Partido uma ordem de lutadores e crentes, organismo de absoluta pureza política, digno de ser o guardião da Idéia Revolucionária. Seu cartão não é necessário para nenhum trabalho ou atribuição.
6. A religião da República é católica, apostólica e romana. Qualquer outro culto que não se oponha às leis será respeitado.
7. Pessoas pertencentes à raça hebraica são consideradas estrangeiras. Durante esta guerra, eles são considerados como pertencentes à nacionalidade inimiga.
8. O objetivo essencial da política externa deve ser a unidade, independência e integridade territorial da pátria nos limites marítimos e alpinos indicados pela natureza, pelo sacrifício de sangue e pela história, limites ameaçados pelo inimigo com a invasão e com as promessas ao governo que se refugia em Londres. Outro propósito essencial será tornar indispensável a necessidade de espaços vitais para um povo de 45 milhões de habitantes, localizada em área suficiente para alimentá-la. Tal política também será adotada para a realização de uma comunidade europeia, com a federação de todas as nações que aceitam os seguintes princípios fundamentais: a) Eliminação das seculares intrigas britânicas em nosso continente. b) Abolição do sistema capitalista interno e luta contra as plutocracias mundiais. c) Valorização, em benefício dos povos europeus e autóctones, dos recursos naturais da África, com absoluto respeito por aqueles povos, especialmente os muçulmanos, que, como o Egito, já estão civil e nacionalmente organizados.
9. A base e objeto primário da República Social é o trabalho manual, técnico e intelectual em todas as suas manifestações.
10. A propriedade privada, fruto do trabalho e da poupança individual, integração da personalidade humana, é garantida pelo Estado. Entretanto, não pode se tornar um desintegrador da personalidade física e moral de outros homens, através da exploração de seu trabalho.
11. Dentro da economia nacional, tudo o que, pelas suas dimensões ou funções, ultrapasse os limites particulares para entrar na esfera do interesse nacional, recai na intervenção do Estado. Os serviços públicos e, consequentemente, a produção de guerra, devem ser administrados pelo Estado por meio de entidades paraestatais.
12. Em cada empresa (industrial, privada, estatal, paraestatal) os representantes dos técnicos e dos trabalhadores cooperam intimamente (através de um conhecimento direto da administração) na fixação justa dos salários, assim como na distribuição justa dos lucros, entre o fundo de reserva, o fruto do capital social e a participação dos próprios trabalhadores nos lucros. Em algumas empresas, isto poderia ser implementado concedendo amplas prerrogativas às atuais comissões de fábrica. Em outros casos, substituindo os Conselhos de Administração por Conselhos de Gestão compostos por técnicos e trabalhadores e um representante do Estado. Finalmente, também pode ser realizada por meio de uma cooperativa parassindical.
13. Na agricultura, a iniciativa privada do proprietário de terras encontra seu limite onde sua própria iniciativa falha. As terras não cultivadas e as propriedades mal administradas podem ser expropriadas e até mesmo parceladas e dadas a trabalhadores diaristas como cultivadores diretos, ou convertidas em propriedades cooperativas, parassindicais ou paraestatais, conforme as necessidades da economia agrícola ditarem. Tudo está previsto pelas leis em vigor, e o Partido e as organizações sindicais devem dar o impulso necessário para a implementação dessas leis.
14. É plenamente reconhecido aos cultivadores diretos, artesãos, profissionais, artistas para dar e explicar sua atividade produtiva individual para famílias e núcleos, com exceção das obrigações de entregar aos açambarcadores as quantidades de produtos estabelecidas por lei e de submeter ao controle as tarifas de serviços.
15. Uma casa não é apenas um direito de propriedade, mas um direito à propriedade. O Partido inclui em seu programa a criação de um Ente Nacional para Moradia do Povo, que, ao absorver o Instituto existente e estender sua ação ao máximo, procurará facilitar a propriedade de casas para as famílias dos trabalhadores de todas as categorias, seja pela construção direta de novas casas ou pelo resgate gradual das já existentes. O objetivo é estabelecer o princípio geral de que o arrendamento - uma vez que o capital tenha sido reembolsado e o aluguel justo tenha sido pago - constitui título de aquisição. Como obrigação primária, o Instituto resolverá os problemas decorrentes da destruição causada pela guerra, confiscando e distribuindo instalações desabitadas e com construções provisórias.
16. O trabalhador é inscrito com plenos direitos no sindicato de sua especialidade, sem que isso o impeça de se transferir para outro sindicato, desde que cumpra os requisitos. Os sindicatos convergem em uma única Confederação que inclui todos os trabalhadores, técnicos e profissionais, excluindo os proprietários que não são gerentes ou técnicos. É chamada de Confederação Geral do Trabalho, da Técnica e das Artes. Os empregados das empresas industriais do Estado e dos serviços públicos formarão sindicatos como os demais trabalhadores. Todas as disposições sociais instituídas pelo Regime Fascista durante os últimos vinte anos são declaradas em vigor. A Carta do Trabalho constitui, em letra, sua consagração, e em espírito, seu ponto de partida para uma vida futura.
17. Nas presentes circunstâncias, o Partido considera que o reajuste salarial dos trabalhadores não pode ser adiado, mediante a adoção de mínimos nacionais e revisões locais imediatas, especialmente para os pequenos empregados públicos e privados. Mas para que a medida não seja ineficaz e, em última instância, prejudicial a todos, é necessário que, por meio de pontos de venda cooperativos, pontos de venda de empresas, extensão dos deveres da "Provvida", requisição de empresas culpadas de infrações passadas e sua gestão para-estatal ou cooperativa, o resultado é pagar em alimentos ao preço oficial uma parte do salário. Esta é a única maneira de conseguir a estabilização dos preços e da moeda e o saneamento do mercado. Quanto ao mercado negro, os especuladores, assim como os traidores e derrotistas, devem estar sob a jurisdição dos tribunais extraordinários e ser condenados à morte.
18. Com este preâmbulo à Assembleia Constituinte, o Partido mostra, não só que vai para o povo, mas que está com o povo. Por sua vez, o povo italiano deve perceber que só há uma maneira de defender suas conquistas de ontem, hoje e amanhã: rejeitar a invasão escravizadora das plutocracias anglo-americanas, cujo objetivo é tornar, por todos os meios, a vida do povo italiano mais difícil. Só há uma maneira de atingir todos os objetivos sociais: lutar, trabalhar, vencer.

Este texto (original em italiano) foi redigido oficialmente pelo advogado Manlio Sargenti, futuro chefe do gabinete do Ministério da Economia Corporativa, com a contribuição de Angelo Tarchi, Carlo Alberto Biggini, Francesco Galanti, mas as disposições fundamentais nos pontos mais revolucionários fora aquelas de Nicola Bombacci, com o beneplácito de Benito Mussolini.